# دلشاد
دِلْشَاد وعنوانها الكامل: دلشاد.. سيرة الجوع والشبع، رواية عربية للروائية العمانية بشرى خلفان. صدرت لأوّل مرة عن منشورات تكوين في عام 2021، ودخلت في القائمة القصيرة للجائزة العالمية للرواية العربية لعام 2022، المعروفة باسم «جائزة بوكر العربية».

## نبذة
عبر حكاية دلشاد الطفل اليتيم والفقير، تحكي الكاتبة تاريخ مسقط وبالأخض صنعاء، وأحوال ناسها الذين يتكونون من العرب والبلوش والزدجال واللوغان والبانيان والهنود اهتمت الكاتبة بالموروث العُماني من طقوس التجارة والأسواق وصيد الأسماك وأمسيات والأنس والزفاف والولادة والمآتم. وقعت أحجاث الروالة في زمن الحرب العالمية الثانية وتطرقت للعلاقات السياسية بين السلطان والإنجليز وشيوخ القبائل.الرواية تركز على التفاعل الثقافي والاجتماعي بين سكانها المتعددين. تعالج موضوعات التباين الطبقي، حيث تُظهر صراعات الفقراء مع قسوة الحياة مقابل رفاهية الطبقات الغنية. بالإضافة إلى ذلك، تبرز الرواية التوازنات السياسية والاقتصادية التي كانت تربط مسقط بالقوى الاستعمارية، مما يجعلها شهادة أدبية على التحولات الاجتماعية والتاريخية التي مرت بها عمان في تلك الفترة.

## الشخصيات
- دلشاد: بطل الرواية، يعيش حياة مليئة بالصراعات، حيث يعاني من الجوع والضياع في بيئة قاسية.
- ما حليمة: امه الثانية التي رعت دلشاد بعد وفاة أمه . قامت بتربيته مع أبنائها، ووفرت له الحماية رغم فقرها الشديد.
- عيسى عبد الرسول وحسين  ونورية : ابناء حليمة اللذين تربى معهم دلشاد يمثلون عائلته الثانية، ويشاركونه ظروف حياتهم البسيطة والقاسية.
- نورجيهان: زوجة دلشاد ووالدة ابنته مريم. تموت بعد ولادة ابنتها، مما يضع على دلشاد عبء تربية مريم وحده.
- مريم: ابنة دلشاد ونورجيهان ، شخصية محورية في الرواية. تعيش مريم تطورات كبيرة في حياتها، حيث تبدأ فقيرة وتعاني من الجوع، لكنها تنمو لتصبح امرأة قوية.
- فردوس:من الشخصيات الثانوية التي تنتمي إلى الطبقة المخملية. تمثل الصراع بين الأغنياء والفقراء في الرواية، ولديها دور في تسليط الضوء على التباينات الاجتماعية.
- عبد اللطيف:سيد البيت الكبير، يقع في حب مريم ويغير حياتها. يمثل الطبقة الغنية التي تتقاطع حياتها مع حياة الفقراء في الرواية.
- فريدة: ابنة مريم ، وحفيدة دلشاد. تمثل الحداثة والتطور والتطلع إلى حياة مليئة بالفرص.
- قاسم: شخصية تظهر في الرواية كشخصية ذات تطلعات ثقافية وعلمية. يمثل قاسم الجانب الواعي والمتعلم، ويمثل الأمل في بناء مستقبل مختلف عن الماضي.

## الأسلوب
وظَّفت الكاتبة اللغة العربية والعامية، كما وظَّفت تعدد الأصوات، والسخرية، والرمزية المتسلسلة في شخصيات الرواية.

## إقتباس
«لم أكن أعرف أن العالم خلق محمولًا على أكتاف الآباء، وأن السماء تسقط متى ما رحلوا، وأن الحياة، كل الحياة تصبح خالية إن خلا منهم المكان، وأن نظرة العتاب في عيونهم، ما هي إلا دروس قصيرة، تمرر بين القلب والعين»

«فنحن قدامى جوعى مسقط، نعرف الجوع جيدًا ونفهمه، ولكن لا أظن أننا سنفهم الشبع أبدًا.»
عن غلاف الرواية
وجاء على غلاف الرواية: "كبر الفراغ في قلبي فأوجعني وأوجعتني خيبتي، خيبة من ظن أنه وَجَدَ ثم أدرك أنه ضيع ما وجد.
هل كنت أحلم؟ أكان كابوسًا؟ أركض في السوق من زقاق إلى آخر ولا أصل؟ سقطت عيني على قدميَّ المغبرتين، قدميَّ اللتين تركضان ولا تصلان إليه، شعرت بألم ركضهما الحافي، أين سقط نعلاي؟ أطلت النظر إليهما، تذكَّرتُ لمَّا كان حصى الوادي يحرق باطن قدمي فيُقْطِر أبي الزيت في كفه ويدهنهما به، لم يكن الألم يزول مرة واحدة، بل يتلاشى مع الوقت وهو يغني لي ثم أتبعه في الغناء، من منا كان يغني للآخر؟".